# Armadilloniscus ellipticus
Armadilloniscus ellipticus is een pissebed uit de familie Detonidae. De wetenschappelijke naam van de soort is voor het eerst geldig gepubliceerd in 1878 door Harger.